# Crémines
Crémines es una comuna suiza del cantón de Berna, situada en el distrito administrativo del Jura bernés. Limita al norte las comunas de Rebeuvelier (JU) y Val Terbi (JU), al este con Corcelles, al sur con Gänsbrunnen (SO), y al oeste con Grandval.
Hasta el 31 de diciembre de 2009 situada en el distrito de Moutier.

## Historia
De 1797 a 1815, Crémines perteneció a Francia, la comuna hacía parte del departamento de Monte Terrible, y a partir de 1800, al departamento del Alto Rin, al cual el departamento de Monte Terrible fue anexado. En 1815, luego del Congreso de Viena, el territorio del antiguo Obispado de Basilea fue atribuido al cantón de Berna. 
Actualmente la comuna hace parte de la región del Jura bernés, la parte francófona del cantón de Berna.

## Transporte
- Línea ferroviaria Moutier - Soleura.
- Autopista A16 (en construcción)

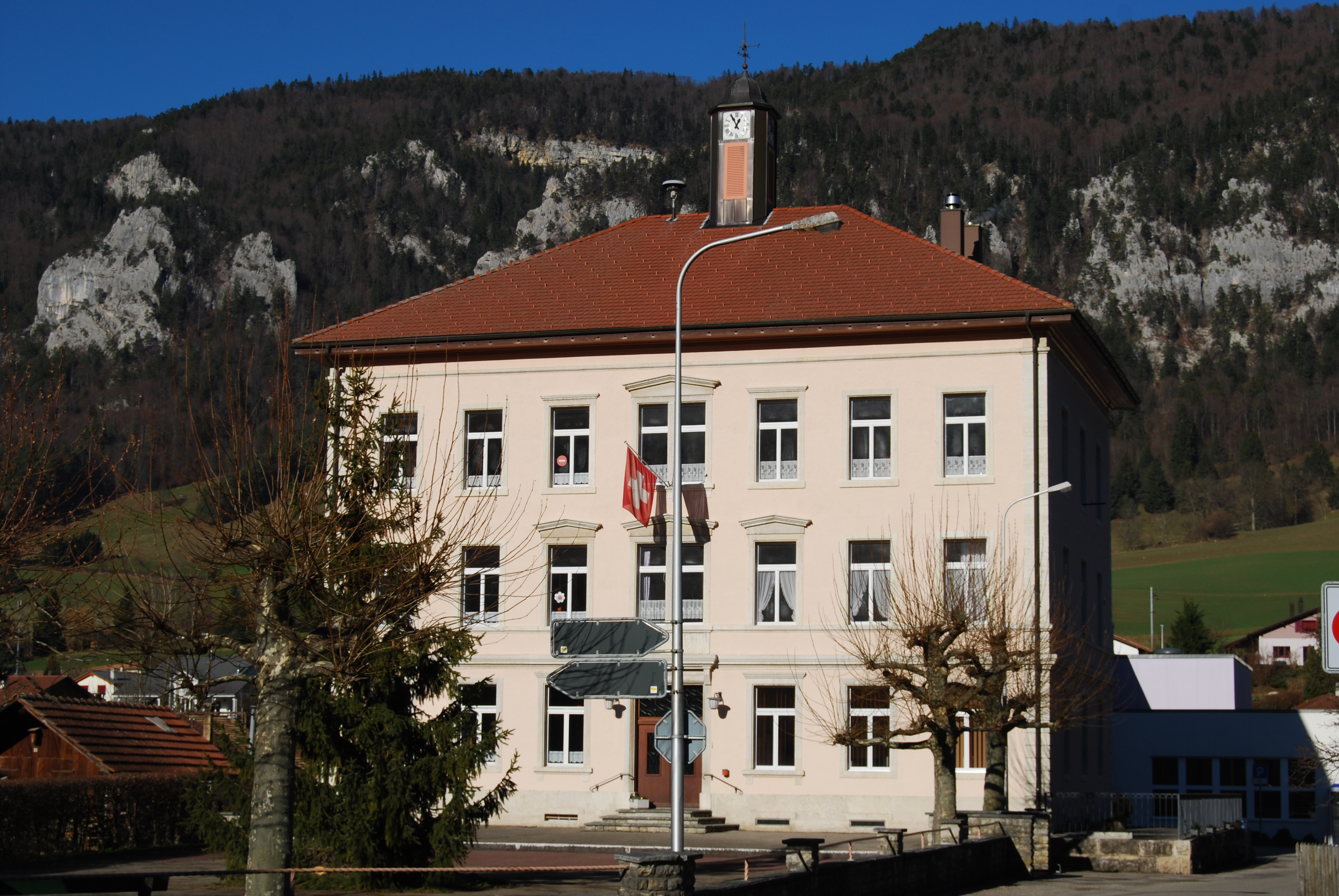
Escuela Crémines